# Tomas Gustafson
Sven Tomas ("Tommy") Gustafson (Katrineholm, 28 december 1959), is een Zweeds oud-schaatser. Hij werd beschouwd als de "koning van de lange afstanden" in de jaren tachtig. 

## Als junior
In 1979 werd hij wereldkampioen bij de junioren, en presenteerde hij zich als een grote belofte. Bij de Europese kampioenschappen, een jaar later, werd hij vierde en loste hij die belofte in. 
De maand erna deed hij mee aan de Winterspelen van 1980 in Lake Placid waar zijn beste prestatie een 7e positie op de 1500m was. Nog geen twee weken later prolongeerde hij zijn wereldtitel bij de junioren.

## Vroege carrière
In 1982 werd hij Europees kampioen allround in Oslo. Hij verbeterde daar het wereldrecord op de 10km, de laatste keer dat het wereldrecord op deze afstand in het Bislett Stadion werd verbeterd. Gustafson kreeg in 1982 de Oscar Mathisen-Award uitgereikt. 
Een jaar later, op hetzelfde Noorse ijs van Bislett, werd Gustafson tweede bij de wereldkampioenschappen allround. Hij stond op het podium één trede lager dan de Noor Rolf Falk-Larssen, alhoewel hij een lager puntentotaal had. Falk-Larssen had drie afstanden gewonnen en werd daardoor automatisch kampioen. Hierdoor kon hij het er op de door Gustafson gewonnen 10 kilometer van nemen en kwam hij 36 seconden na Gustafson over de finish. 
In 1984 lag zijn focus niet bij de allroundtoernooien maar bij de Olympische Winterspelen in Sarajevo. Hij won daar olympisch goud op de 5km, met een minimaal verschil van twee honderdste van een seconde voorsprong op de Sovjet-Rus Igor Malkov. Op de 10km volgde een vergelijkbaar gevecht, dit keer trok Malkov aan het langste eind en won de strijd met een verschil van vijf honderdste van een seconde. 
Tussen de Winterspelen van 1984 en die van 1988 onderging Gustafson een knieoperatie en kreeg hij meningitis, waardoor hij enige tijd uit de roulatie was. Ook overleed Gustafsons vader in die periode. 
In 1985 reed hij als toerrijder de Elfstedentocht van 1985 uit en werd hij derde op de Europese kampioenschappen allround.

## Late carrière

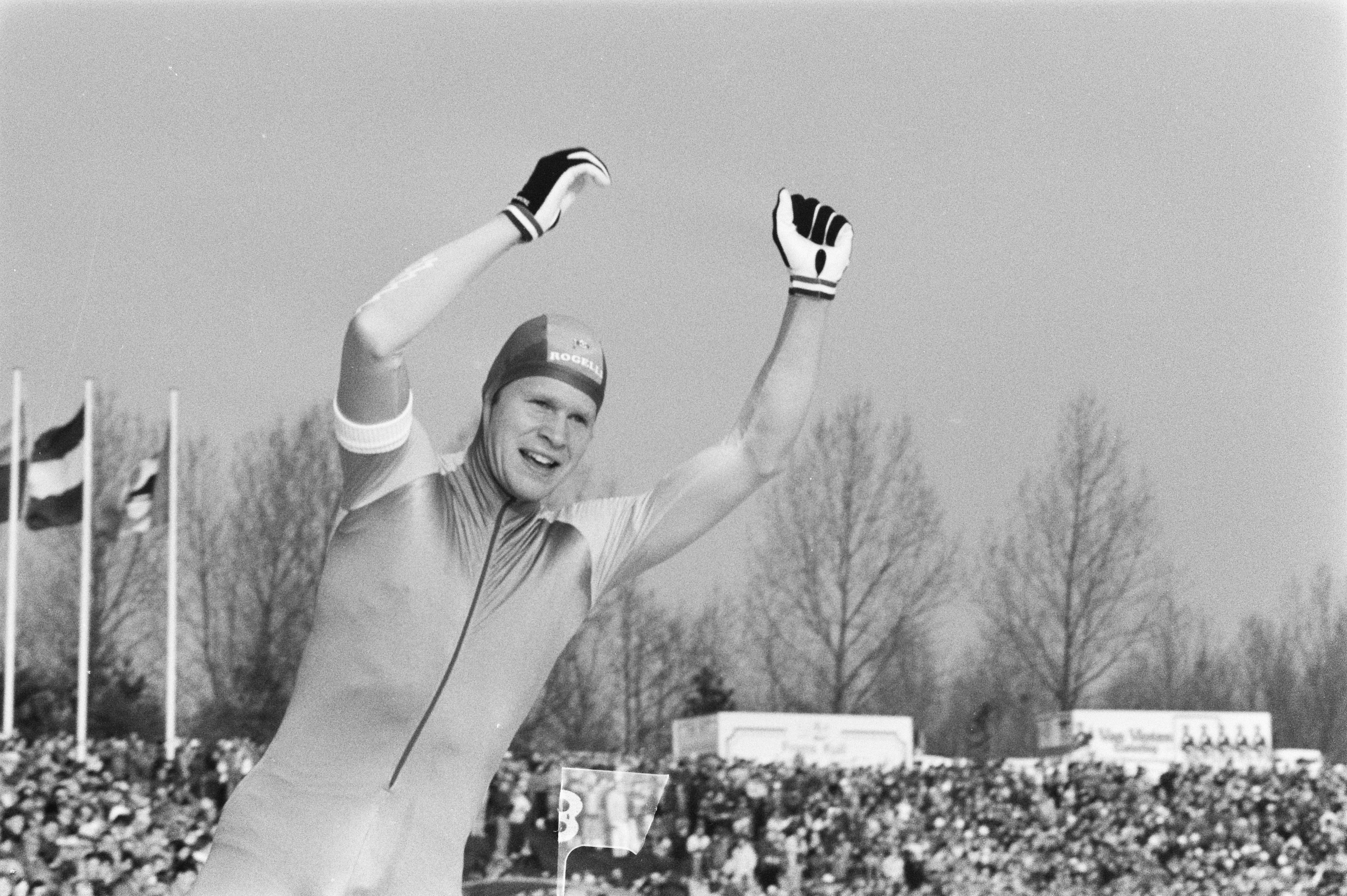
Tomas Gustafson in 1988

In het olympische jaar 1988 hervond Gustafson zijn kracht en vorm. In januari van dat jaar toonde hij aan nog erg ambitieus te zijn door de Europese kampioenschappen in Den Haag te winnen; hij won alle vier de afstanden.
Malkov was inmiddels gestopt met schaatsen, dus Gustafson had een concurrent minder bij de Olympische Spelen van 1988. Hij wist dat hij zich moest richten op nieuwe experts op de lange afstanden zoals de Nederlanders Leo Visser en Gerard Kemkers, de Oostenrijker Michael Hadschieff en de Noor Geir Karlstad. 
Op de 5000m bleef hij in het spoor van Leo Visser en ging hem in de laatste ronde voorbij door een versnelling. Hij won de rit (en de gouden medaille) met een verschil van drie tiende van een seconde. 
Vier dagen later won hij olympisch goud door het wereldrecord op de 10km te verbeteren in de tijd van 13:48.20, een record dat drie jaar zou blijven staan tot het verbeterd werd door Johann Olav Koss. Gustafson kreeg in 1988 wederom de Oscar Mathisen-Award.
Na 1988 bleef Gustafson nog vier jaar deelnemen aan de allroundtoernooien. In 1990 werd hij nog tweede bij de Europese kampioenschappen, achter Bart Veldkamp. In 1992 deed Gustafson nog mee aan de Olympische Winterspelen in Albertville. Hij werd hier dertiende op de 5000m en beëindigde zijn carrière.

## Na het wedstrijdschaatsen
Na zijn schaatscarrière zet Gustafson zich in om het marathonschaatsen, dat hem na zijn Elfstedendeelname na aan het hart ligt, in Zweden te bevorderen. Hij is onder andere bestuurslid van de Svenska Skridsko Förbundet, de Zweedse schaatsbond; ook is hij verbonden aan Team Östersund, een door de Zweedse stad Östersund gesponsord Nederlands marathonschaatsteam voor vrouwen. Ook zelf schaatst hij nog enkele keren per jaar een marathon.

## Records

### Wereldrecords
| Nr.  | Afstand               | Tijd     | Datum            | Baan    |
| ---- | --------------------- | -------- | ---------------- | ------- |
| jr1. | 3000 meter (junioren) | 4.15,71  | 26 januari 1980  | Assen   |
| jr2. | 5000 meter (junioren) | 7.18,51  | 27 januari 1980  | Assen   |
| 1.   | 10.000 meter          | 14.23,59 | 31 januari 1982  | Oslo    |
| 2.   | 10.000 meter          | 13.48,20 | 21 februari 1988 | Calgary |

#### Wereldrecords laaglandbaan (officieus)
| Nr. | Afstand      | Tijd     | Datum            | Baan       |
| --- | ------------ | -------- | ---------------- | ---------- |
| 1.  | 10.000 meter | 14.23,59 | 30 januari 1982  | Oslo       |
| 2.  | 3000 meter   | 4.09,77  | 17 december 1983 | Heerenveen |

## Resultaten
| Jaar | EK Allround | WK Allround | Olympische Spelen              | WK Junioren |
| ---- | ----------- | ----------- | ------------------------------ | ----------- |
| 1977 |             |             |                                | 13e         |
| 1978 | NC19        | NC20        |                                | 7e          |
| 1979 | 11e         | 9e          |                                | Goud        |
| 1980 | 4e          |             | 7e 1500m 12e 5000m 12e 10.000m | Goud        |
| 1981 | NC17        | 6e          |                                |             |
| 1982 | Goud        | 5e          |                                |             |
| 1983 | 4e          | Zilver      |                                |             |
| 1984 | 7e          | NC20        | 36e 500m · 5000m · 10.000m     |             |
| 1985 | 8e          | NC18        |                                |             |
| 1986 | Brons       | 16e         |                                |             |
| 1987 | NC30        |             |                                |             |
| 1988 | Goud        |             | 5000m · 10.000m                |             |
| 1989 |             | NC22        |                                |             |
| 1990 | Zilver      | 11e         |                                |             |
| 1991 |             | 5e          |                                |             |
| 1992 | 10e         | NC20        | 13e 5000m                      |             |

1924: Clas Thunberg ·
1928: Ivar Ballangrud ·
1932: Irving Jaffee ·
1936: Ivar Ballangrud ·
1948: Reidar Liaklev ·
1952: Hjalmar Andersen ·
1956: Boris Sjilkov ·
1960: Viktor Kositsjkin ·
1964: Knut Johannesen ·
1968: Fred Anton Maier ·
1972: Ard Schenk ·
1976: Sten Stensen ·
1980: Eric Heiden ·
1984: Tomas Gustafson ·
1988: Tomas Gustafson ·
1992: Geir Karlstad ·
1994: Johann Olav Koss ·
1998: Gianni Romme ·
2002: Jochem Uytdehaage ·
2006: Chad Hedrick ·
2010: Sven Kramer ·
2014: Sven Kramer ·
2018: Sven Kramer ·
2022: Nils van der Poel
1924: Julius Skutnabb ·
1928: afgelast ·
1932: Irving Jaffee ·
1936: Ivar Ballangrud ·
1948: Åke Seyffarth ·
1952: Hjalmar Andersen ·
1956: Sigge Ericsson ·
1960: Knut Johannesen ·
1964: Jonny Nilsson ·
1968: Johnny Höglin ·
1972: Ard Schenk ·
1976: Piet Kleine ·
1980: Eric Heiden ·
1984: Igor Malkov ·
1988: Tomas Gustafson ·
1992: Bart Veldkamp ·
1994: Johann Olav Koss ·
1998: Gianni Romme ·
2002: Jochem Uytdehaage ·
2006: Bob de Jong ·
2010: Lee Seung-hoon ·
2014: Jorrit Bergsma ·
2018: Ted-Jan Bloemen ·
2022: Nils van der Poel
Onofficiële Europese kampioenschappen

1891: Onbeslist ·
1892: Onbeslist · 
1946: Göthe Hedlund 

Officiële Europese kampioenschappen

1893: Rudolf Ericson · 
1894: Onbeslist ·
1895: Alfred Næss · 
1896: Julius Seyler · 
1897: Julius Seyler · 
1898: Gustaf Estlander · 
1899: Peder Østlund · 
1900: Peder Østlund · 
1901: Rudolf Gundersen · 
1902: Johan Schwartz · 
1903: Onbeslist ·
1904: Rudolf Gundersen · 
1905: Johan Vikander · 
1906: Rudolf Gundersen · 
1907: Moje Öholm · 
1908: Moje Öholm · 
1909: Oscar Mathisen · 
1910: Nikolaj Stroennikov · 
1911: Nikolaj Stroennikov · 
1912: Oscar Mathisen · 
1913: Vasilij Ippolitov · 
1914: Oscar Mathisen · 
1922: Clas Thunberg · 
1923: Harald Strøm · 
1924: Roald Larsen · 
1925: Otto Polacsek · 
1926: Julius Skutnabb · 
1927: Bernt Evensen · 
1928: Clas Thunberg · 
1929: Ivar Ballangrud · 
1930: Ivar Ballangrud · 
1931: Clas Thunberg · 
1932: Clas Thunberg · 
1933: Ivar Ballangrud · 
1934: Michael Staksrud · 
1935: Karl Wazulek · 
1936: Ivar Ballangrud · 
1937: Michael Staksrud · 
1938: Charles Mathiesen · 
1939: Alfons Bērziņš · 
1947: Åke Seyffarth · 
1948: Reidar Liaklev · 
1949: Sverre Farstad · 
1950: Hjalmar Andersen · 
1951: Hjalmar Andersen · 
1952: Hjalmar Andersen · 
1953: Kees Broekman · 
1954: Boris Sjilkov · 
1955: Sigge Ericsson · 
1956: Jevgeni Grisjin · 
1957: Oleg Gontsjarenko · 
1958: Oleg Gontsjarenko · 
1959: Knut Johannesen · 
1960: Knut Johannesen · 
1961: Viktor Kositsjkin · 
1962: Robert Merkoelov · 
1963: Nils Egil Aaness · 
1964: Ants Antson · 
1965: Eduard Matoesevitsj · 
1966: Ard Schenk · 
1967: Kees Verkerk · 
1968: Fred Anton Maier · 
1969: Dag Fornæss · 
1970: Ard Schenk · 
1971: Dag Fornæss · 
1972: Ard Schenk · 
1973: Göran Claeson · 
1974: Göran Claeson · 
1975: Sten Stensen · 
1976: Kay Arne Stenshjemmet · 
1977: Jan Egil Storholt · 
1978: Sergej Martsjoek · 
1979: Jan Egil Storholt · 
1980: Kay Arne Stenshjemmet · 
1981: Amund Sjøbrend · 
1982: Tomas Gustafson · 
1983: Hilbert van der Duim · 
1984: Hilbert van der Duim · 
1985: Hein Vergeer · 
1986: Hein Vergeer · 
1987: Nikolaj Goeljajev · 
1988: Tomas Gustafson · 
1989: Leo Visser · 
1990: Bart Veldkamp · 
1991: Johann Olav Koss · 
1992: Falko Zandstra · 
1993: Falko Zandstra · 
1994: Rintje Ritsma · 
1995: Rintje Ritsma · 
1996: Rintje Ritsma · 
1997: Ids Postma · 
1998: Rintje Ritsma · 
1999: Rintje Ritsma · 
2000: Rintje Ritsma · 
2001: Dmitri Sjepel · 
2002: Jochem Uytdehaage · 
2003: Gianni Romme · 
2004: Mark Tuitert · 
2005: Jochem Uytdehaage · 
2006: Enrico Fabris · 
2007: Sven Kramer · 
2008: Sven Kramer · 
2009: Sven Kramer · 
2010: Sven Kramer · 
2011: Ivan Skobrev · 
2012: Sven Kramer · 
2013: Sven Kramer · 
2014: Jan Blokhuijsen · 
2015: Sven Kramer · 
2016: Sven Kramer · 
2017: Sven Kramer · 
2019: Sven Kramer · 
2021: Patrick Roest · 
2023: Patrick Roest · 
2025: Sander Eitrem